# Bộ ba Dân ủy Nội vụ
Nhóm ba người bộ nội vụ (tiếng Nga: особая тройка), trong lịch sử Liên Xô, là một ủy ban gồm 3 người của cơ quan hành pháp có thể xử phạt những người bị tạm giam sau một cuộc điều tra cấp tốc, đơn giản hóa mà không cần phải xét xử đầy đủ. Nhữnng ủy ban này được sử dụng như là một công cụ trừng phạt ngoại tụng để bổ sung cho hệ thống tư pháp Liên Xô với mục đích bỏ tù hay xử tử một cách nhanh chóng. Nó bắt đầu như là một bộ phận của cơ quan cảnh sát mật Cheka, có thể xử tù 3 năm, từ 1924 tới 5 năm tù lao động, sau đó lại nổi tiếng khi là một bộ phận của bộ dân ủy nội vụ (NKVD), khi được dùng trong thời kỳ Đại thanh trừng để xử tử hàng trăm ngàn công dân Liên Xô (mà không cần bộ phận tư pháp xét xử trước).

## Bối cảnh
Các nhóm 3 người thường có trong đảng Bolshevik, vì 3 người là con số ít nhất cần thiết để đưa ra một quyết định chung. Cả những tổ của đảng cũng có ít nhất 3 thành viên.
Bộ ba đầu tiên được hình thành năm 1918, thuộc tổ chức Cheka. Các thành viên là Felix Dserschinski, Jakow Christoforowitsch Peters và nhà cách mạng xã hội chủ nghĩa cánh tả W. Aleksandrowitsch.

## Thời Stalin

### Đại khủng bố
Qua Mệnh lệnh NKWD số 00447 vào ngày 30 tháng 7 năm 1937 (tiếng Nga: О репрессировании бывших кулаков, уголовников и других антисоветских элементов, "về việc trấn áp Kulaken, tội phạm và các phần tử chống Xô Viết), được ký bởi Nikolai Jeschow và được chấp thuận bởi Bộ chính trị đảng Cộng sản Liên Xô, tại tất cả các cấp hành chính: các nước cộng hòa Xô Viết, vùng (krai) hay tỉnh, các ủy ban 3 người được thành lập, bao gồm bí thư đảng, thủ trưởng cơ quan dân ủy nội vụ, và thủ trưởng viện kiểm sát cấp hành chính đó. Danh sách đề nghị thành viên phải nộp cho Stalin. Chỉ có ông mới quyết định, là có đồng ý với danh sách đó hay sửa đổi theo ý mình. Các cuộc điều tra và trừng phạt nên được các nhóm hoạt động hành xử nhanh lẹ và đơn giản, và những người bị bắt được giao cho bộ ba NKVD để quyết định số phận. Biên bản của cuộc họp bộ ba được gởi tới các nhóm hoạt động thích hợp để thi hành lời phán. Bộ ba kiểu này chỉ tồn tại đến khoảng giữa năm 1938.
Theo sử gia Hoa Kỳ Timothy Snyder, tác giả cuốn sách Vùng đất đẫm máu, Âu Châu giữa Hitler và Stalin, trong cuộc Đại thanh trừng trung ương ở Moskva đã ra chỉ tiêu, chẳng hạn ngày 30 tháng 7 năm 1937 Stalin đã ra lệnh, ít nhất phải giết 79 950 "cựu điền chủ, tội phạm và những thành phần chống Sô Viết khác" và phải xử tù 193.000 người khác từ 8 cho đến 10 năm. Các văn phòng NKVD địa phương truy theo hồ sơ để kiếm người, mà sau đó sẽ bị tra tấn để thú tội cũng như đưa tên những người khác. Các cuộc xử tử thường xảy ra vào ban đêm. Hai người giữ nạn nhân, kẻ thứ 3 bắn vào gáy.
Khi chương trình theo mệnh lệnh 00447 bị ngưng lại vào ngày 17 tháng 11 năm 1938 bởi sắc lệnh của Ủy ban Trung ương đảng Cộng sản Liên Xô, người ta ước tính rằng có tới 767.000 người đã bị kết án, trong đó có 387.000 đã bị xử bắn.

## Hồng quân
Trong Hồng quân cũng có Bộ ba Dân ủy Nội vụ. Họ thay thế cho tòa án quân sự.
1945 một số sĩ quan và binh lính của Hồng quân, được giải thoát từ các trại tù của Đức, bị các Bộ ba Dân ủy Nội vụ kết tội là "phản quốc" và bị xử tử, hoặc bị buộc tội "hèn hát trước quân thù", bị xử nhiều năm tù lao động. Những Bộ ba Dân ủy Nội vụ gồm có 2 sĩ quan của NKVD và một chính ủy.